# Lista de websites mais acessados do mundo
Esta é uma lista dos 50 websites mais acessados em todo o mundo, de acordo com o SimilarWeb.

## Medidas de posição

### SimilarWeb Rank
SimilarWeb classifica websites baseada em um painel de milhões de internautas, provedores de internet globais ou dos Estados Unidos, medição direta em tráfego na web dos dados de milhões de websites e de rastreadores web (Google, Bing, etc).

## Lista de websites
| Website              | Domínio          | Os 50 websites mais acessados, segundo SimilarWeb (1 de agosto de 2025) | Tipo                                    | Principal país |
| -------------------- | ---------------- | ----------------------------------------------------------------------- | --------------------------------------- | -------------- |
| Google               | Google.com       | 1                                                                       | Ferramenta de busca                     | Estados Unidos |
| YouTube              | youtube.com      | 2                                                                       | Compartilhamento de vídeo               | Estados Unidos |
| Facebook             | facebook.com     | 3                                                                       | Rede social                             | Estados Unidos |
| Instagram            | instagram.com    | 4                                                                       | Rede social                             | Estados Unidos |
| ChatGPT              | chatgpt.com      | 5                                                                       | Inteligência artificial generativa      | Estados Unidos |
| X                    | x.com            | 6                                                                       | Rede social                             | Estados Unidos |
| Reddit               | reddit.com       | 7                                                                       | Rede social                             | Estados Unidos |
| Whatsapp             | whatsapp.com     | 8                                                                       | Rede social                             | Estados Unidos |
| Bing                 | bing.com         | 9                                                                       | Ferramenta de busca                     | Estados Unidos |
| Wikipedia            | wikipedia.org    | 10                                                                      | Enciclopédia                            | Estados Unidos |
| Yahoo! Japan         | yahoo.co.jp      | 11                                                                      | Portal e mídia                          | Japão          |
| Yahoo!               | yahoo.com        | 12                                                                      | Portal e mídia                          | Estados Unidos |
| Yandex               | yandex.ru        | 13                                                                      | Ferramenta de busca                     | Rússia         |
| Amazon               | amazon.com       | 14                                                                      | Comércio eletrônico                     | Estados Unidos |
| TikTok               | tiktok.com       | 15                                                                      | Compartilhamento de vídeo e rede social | China          |
| Baidu                | baidu.com        | 16                                                                      | Ferramenta de busca                     | China          |
| Bet Brasil           | bet.br           | 17                                                                      | Jogos de aposta                         | Brasil         |
| LinkedIn             | linkedin.com     | 18                                                                      | Rede social                             | Estados Unidos |
| Pornhub              | pornhub.com      | 19                                                                      | Pornografia                             | Canadá         |
| Temu                 | temu.com         | 20                                                                      | Comércio eletrônico                     | China          |
| Netflix              | netflix.com      | 21                                                                      | Fluxo de mídia, TV e filmes             | Estados Unidos |
| Naver                | Naver.com        | 22                                                                      | Portal                                  | Coreia do Sul  |
| Live.com             | live.com         | 23                                                                      | E-mail                                  | Estados Unidos |
| Yandex Zen           | dzen.com         | 24                                                                      | Portal                                  | Rússia         |
| Pinterest            | pinterest.com    | 25                                                                      | Rede social                             | Estados Unidos |
| BiliBili             | bilibili.com     | 26                                                                      | Animação e quadrinhos                   | China          |
| XVideos              | xvideos.com      | 27                                                                      | Pornografia                             | Tchéquia       |
| Office               | office.com       | 28                                                                      | Software de programação                 | Estados Unidos |
| XHamster             | xhamster.com     | 29                                                                      | Pornografia                             | Chipre         |
| Twitch               | twitch.tv        | 30                                                                      | Compartilhamento de vídeo               | Estados Unidos |
| Microsoft            | microsoft.com    | 31                                                                      | Software e tecnologia                   | Estados Unidos |
| The Weather Channel  | weather.com      | 32                                                                      | Clima                                   | Estados Unidos |
| VK                   | vk.com           | 33                                                                      | Rede social                             | Rússia         |
| Yahoo! Japan News    | news.yahoo.co.jp | 34                                                                      | Portal e mídia                          | Japão          |
| Fandom               | fandom.com       | 35                                                                      | Artes e entretenimento                  | Estados Unidos |
| mail.ru              | mail.ru          | 36                                                                      | E-mail                                  | Rússia         |
| Samsung              | samsung.com      | 37                                                                      | Eletrônicos                             | Coreia do Sul  |
| Microsoft SharePoint | sharepoint.com   | 38                                                                      | Gestão de conteúdos                     | Estados Unidos |
| ROBLOX               | roblox.com       | 39                                                                      | Videogames                              | Estados Unidos |
| Globo.com            | globo.com        | 40                                                                      | Portal e mídia                          | Brasil         |
| Telegram             | t.me             | 41                                                                      | Rede social                             | Rússia         |
| XNXX                 | xnxx.com         | 42                                                                      | Pornografia                             | França         |
| Canva                | canva.com        | 43                                                                      | Multimédia e web design                 | Estados Unidos |
| DuckDuckGo           | duckduckgo.com   | 44                                                                      | Ferramenta de busca                     | Estados Unidos |
| StripChat            | stripchat.com    | 45                                                                      | Pornografia                             | Reino Unido    |
| Booking.com          | booking.com      | 46                                                                      | Viagens e turismo                       | Países Baixos  |
| eBay                 | ebay.com         | 47                                                                      | Comércio eletrônico                     | Estados Unidos |
| New York Times       | nytimes.com      | 48                                                                      | Portal e mídia                          | Estados Unidos |
| OpenAI               | openai.com       | 49                                                                      | Software de programação                 | Estados Unidos |
| AliExpress           | aliexpress.com   | 50                                                                      | Comércio eletrônico                     | China          |